# Irma de Vroet
Irma de Vroet (Oud-Beijerland, 12 marzo 1962) è un'ex cestista olandese.

## Carriera
Con i Paesi Bassi ha disputato i Campionati europei del 1981.